# Simili (singolo)
Simili è un singolo della cantante italiana Laura Pausini, estratto dall'album omonimo e pubblicato il 27 novembre 2015 dapprima in Italia come secondo singolo e successivamente anche in Francia il 2 dicembre dello stesso anno.

## Descrizione
Il testo di Simili è stato composto dalla cantante stessa insieme a Niccolò Agliardi, il quale ha realizzato la musica insieme a Edwyn Roberts.
Il brano è stato inoltre adattato e tradotto in lingua spagnola dalla Pausini ed intitolato Similares, presente nell'album omonimo ed estratto come terzo singolo il 2 marzo 2016 esclusivamente in Spagna.
L'interpretazione di Simili dal vivo al Circo Massimo di Roma (21 luglio 2018) viene inserita nel DVD di Fatti sentire ancora /Hazte sentir más del 2018.

## Video musicale
Anticipato il 28 novembre 2015 da un'anteprima di 30 secondi, trasmessa dal TG1 di Rai 1, il videoclip è stato pubblicato il 30 dello stesso mese attraverso il sito del Corriere della Sera, per poi venire caricato il 1º dicembre 2015 sul canale YouTube della Warner Music Italy. Il 2 marzo 2016 è stato invece pubblicato su YouTube quello per Similares.
Diretto dai registi Leandro Manuel Emede e Nicolò Cerioni e girato a Villa Pisani a Stra, il video (in lingua italiana e spagnola) ha come protagonista la stessa Pausini e alcuni ragazzi della serie televisiva Braccialetti rossi.

## Formazione
- Laura Pausini – voce
- John Parricelli – chitarra
- Trevor Barry – basso
- Rohan Onraet – programmazione, chitarra
- Steve Power – programmazione, chitarra
- Pete Davis – programmazione, tastiera
- Ash Soan – batteria

## Colonna sonora
Ad ottobre 2016 il singolo Simili viene utilizzato come colonna sonora della terza stagione della serie televisiva di Rai 1 Braccialetti rossi, mentre a febbraio 2017 come spot pubblicitario dei Baci Perugina, in occasione della commercializzazione in edizione limitata della collezione intitolata Autografi d'Amore di Laura Pausini contenente al suo interno 43 cartigli con frasi dell'artista.

## Pubblicazioni
Simili e Similares (insieme alla versione strumentale) vengono pubblicati nel box The Singles Collection - Volume 1 edito dalla Atlantic Records nel 2019, commercializzato attraverso il fan club ufficiale dell'artista Laura4u.

## Classifiche
| Classifiche (2015) | Posizione massima |
| ------------------ | ----------------- |
| Italia             | 20                |

## Riconoscimenti
Il 7 giugno 2016, in occasione dell'annuale Wind Music Awards, il singolo ha ricevuto il premio Singolo Multiplatino.